# LG Group
LG Corporation (o LG Group ),  abans conegut com a Lucky-Goldstar,  és un conglomerat multinacional de Corea del Sud fundat per Koo In-hwoi i gestionat per successives generacions de la seva família. La seva seu es troba a l'edifici LG Twin Towers a Yeouido-dong, districte de Yeongdeungpo, Seül. LG fabrica productes d'electrònica, productes químics, electrodomèstics i telecomunicacions.

## Història
LG Corporation es va crear amb el nom de Lak Hui Chemical Industrial Corp. el 1947 per Koo In-hwoi. El 1952, Lak Hui (pronunciada com a "Lucky") es va convertir en la primera empresa de Corea del Sud a entrar a la indústria del plàstic. A mesura que l'empresa va ampliar el seu negoci de plàstics, va establir GoldStar Co. Ltd. (ara LG Electronics Inc.) el 1958. Les dues companyies Lucky i GoldStar es van fusionar per formar Lucky-Goldstar el 1983.
GoldStar va produir la primera ràdio de Corea del Sud. Molts productes electrònics de consum es van vendre amb la marca GoldStar, mentre que alguns altres productes per a la llar (no disponibles fora de Corea del Sud) es van vendre amb la marca "Lucky".
Koo In-hwoi va dirigir la corporació fins a la seva mort el 1969, moment en què el seu fill Koo Cha-kyung es va fer càrrec. Després va passar el lideratge al seu fill, Koo Bon-moo, el 1995. Koo Bon-moo va canviar el nom de l'empresa a LG aquell any. La companyia també associa les lletres LG amb el lema de l'empresa "Life's Good". Des del 2009, LG és propietari del nom de domini LG.com.
Koo Bon-moo va morir d'un tumor cerebral el 20 de maig de 2018. El juliol de 2018, es va anunciar que Koo Kwang-mo, el nebot i fill adoptiu de Koo Bon-moo, serà el nou conseller delegat de LG. Koo Bon-moo va adoptar el seu nebot el 2004, després de perdre el seu únic fill el 1994, citant "una tradició familiar de successió només masculina".
El 31 de juliol de 2021, LG Electronics va acabar oficialment amb el seu negoci de telefonia mòbil i va desaparèixer a la història 26 anys després de la seva creació.

### Logotip

1995–2014
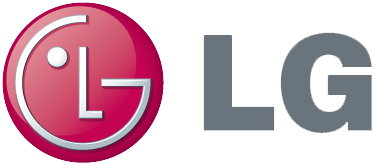
2008-2014
2014-present
2023-present (secundària)

## Empreses

Logotip secundari utilitzat des de 2023

LG Corporation és un holding que opera a tot el món a través de més de 30 empreses en els camps de l'electrònica, la química i les telecomunicacions. Les seves filials d'electrònica fabriquen i venen productes que van des d'electrodomèstics electrònics i digitals fins a televisors i telèfons mòbils o dispositius de seguretat i semiconductors. A la indústria química, les filials fabriquen i venen productes com ara cosmètics, tèxtils industrials, bateries recarregables i productes de tòner. Els seus productes de telecomunicacions inclouen serveis de telefonia de llarga distància i internacionals, serveis de telecomunicacions mòbils i de banda ampla, així com serveis de consultoria i telemàrqueting. LG també opera la Coca-Cola Korea Bottling Company.